# Іоанн III (імператор Трапезунда)
Іоанн III (грец. Ἰωάννης Γ΄ Μέγας Κομνηνός; бл. 1321–1362) — імператор Трапезунда в 1342—1344 роках.

## Життєпис
Походив з династії Великих Комнінів. Син Михайла, претендента на трон, та доньки Костянтина Акрополіта, візантійського сановника. Його батьки з 1297 року мешкали в Константинополі. Народився там в 1321 році.
1341 року його батька за підтримки роду Схоларіїв було посаджено на трон Трапезунду. Втім вночі його повалено Анною Комніною. Невдовзі Михайла відправлено до Лімнії. 1342 року за підтримки родів Схоларіїв й Доранітів, яких підтримали генуезці, Іоанн повалив імператрицю Анну, яку було страчено.
За його панування посилився вплив генуезців, що не сподобалося Микиті Схоларію. До того ж Іоанн III не опікувався державними справами, поринувши у розваги. 1344 року його було повалено  відправлено до монастиря Св.Сави. Новим імператором став його батько Михайло.
Згодом колишнього імператора було відправлено під охороною до Константинополя. 1345 року переведено до Андріанополя. 1357 року йому вдалося втекти до Синопу, де намагався отримати допомогу від Аділь-бея Ісфендіяра. Втім помер тут 1362 року.